# Vallée d'Hetch Hetchy
La vallée d'Hetch Hetchy (en anglais : Hetch Hetchy Valley) est une vallée glaciaire située dans le parc national de Yosemite, dans la Sierra Nevada en Californie (États-Unis). Elle a été inondée à la suite de la construction du barrage O'Shaughnessy, qui forma un lac de retenue en amont, le réservoir Hetch Hetchy. La vallée est parcourue par la Tuolumne. Le Grand Canyon of the Tuolumne se trouve à l'est. Le réservoir apporte de l'eau à l'agglomération de San Francisco, située à quelque 250 km à l'ouest, grâce à l'aqueduc de Hetch Hetchy.

## Histoire
Dans le troisième tiers du XIXe siècle, la vallée est représentée à plusieurs reprises par le peintre Albert Bierstadt, qui signe notamment The Hetch-Hetchy Valley, California, aujourd'hui au Wadsworth Atheneum, à Hartford, dans le Connecticut.
Au début du XXe siècle, la ville de San Francisco se développe et souhaite construire un barrage sur la Tuolumne, dans la partie nord-ouest du parc ; l’objectif est d’approvisionner l’agglomération en eau et de produire de l’électricité. Le barrage devient un enjeu politique majeur et, malgré les efforts de John Muir, la vallée d’Hetch Hetchy est inondée en 1913 à la suite de l’aménagement du barrage O'Shaughnessy.

## Géologie
À l'instar de la vallée de Yosemite, située plus au sud, Hetch Hetchy a été formé par l'érosion des glaciers, qui étaient encore présents il y a 10 000 ans. La partie supérieure de la vallée est tapissée de matériaux volcaniques, provenant de l'est.

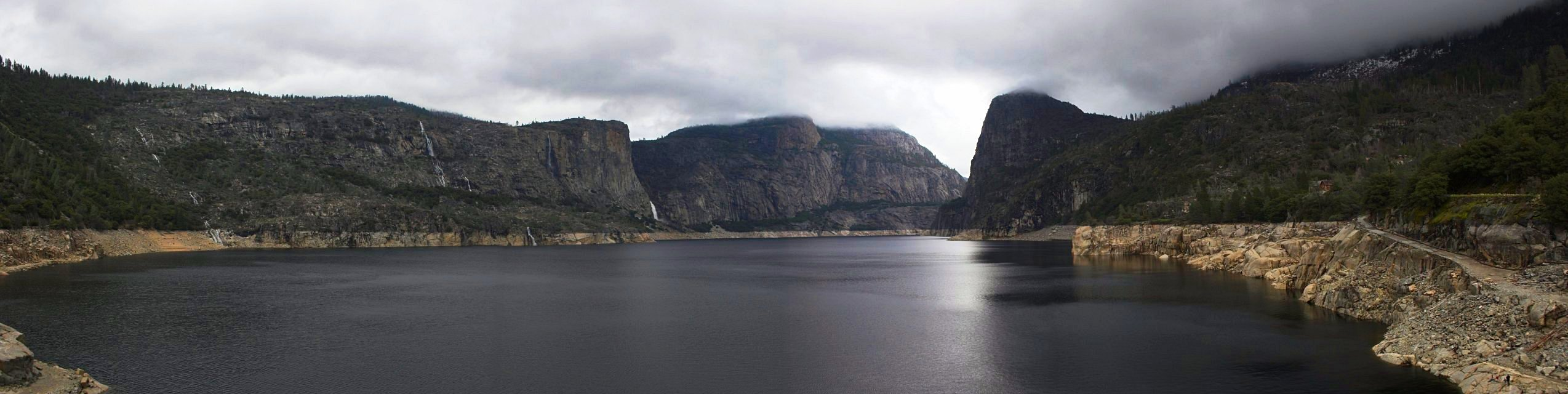
Réservoir Hetch Hetchy.